# Palm Pre
Palm Pre（称为palm prē），是一款由Palm公司設計的新一代多媒體智能手機，設有可多点触控的屏幕及可滑出的全鍵盤。该手机于2009年6月6日发售，是第一款采用基于Linux的webOS系统的手机。功能上除作為拍照手機、便攜式媒體播放器、GPS导航仪以外，更可以作为互聯網客戶端（包括SMS、即時通訊、電子郵件、網頁瀏覽等）。
Palm Pre获得了许多评论者正面的评价，赢得了CNET的Best in Show, Best in Category: Cell Phones & Smartphones奖项和2009年的People's Voice奖。

## 硬件

### 屏幕和键盘
Pre拥有一个3.1英寸、24位色、分辨率为320×480的触摸屏。触摸屏的操作将会用手指取代原来的Palm PDA和电话常用的触摸笔。在触摸屏下面有所谓的“手势区域”——一个黑色半透明的额外的触摸区域，带有LED背光灯，允许更多的触摸指令。
就像原来的Palm电话一样，Pre带有一个QWERTY键盘。除了键盘，在手势区域中间还有一个“中央钮” ，侧面有一个声音调节开关，上面有一个铃声开关。

### 传感器
Pre有三个传感器使它能了解到周围的环境。一个加速传感器，当用户在手中转动手机时，可以使一些应用程序自动改变方向。一个光线传感器使得Pre能够自动调节屏幕的亮度。一个接近传感器允许Pre在贴近脸进行通话时避免触摸输入。

### 相机
相比原来的Treo手机，Pre的相机有了不小的进步。Pre拥有一个320万像素的相机，并带有LED闪光灯，支持扩展景深技术但不支持AF自动对焦。系统版本升级到1.4.0后，可以支持摄像。

### 内部存储容量
Palm Pre拥有8.0 GB内部闪存 （用户可用约7.4 GB）。Pre没有配备闪存卡插槽。

### 充电
Pre是第一个使用无线充电技术的智能手机，可以使用电磁感应通过一个可选的无线充电基座（称为“Touchstone”，一般译为“点金石”）和一个可以单独出售的特殊的背板进行充电。用户同时仍然可以使用手机提供的MicroUSB线为手机充电。

## 软件
Palm Pre是第一个使用webOS（基於Linux，並用來代替Palm OS的）的Palm设备。

### 界面
webOS的界面是基于“卡片”系统来管理多个进程的。应用程序可以从“Launcher”（可以显示三页的应用程序）或者快速启动条（横向显示五个图标） 启动。只要按一下中央钮，正在运行的应用程序就会变成卡片的形式出现在屏幕上。用户可以简单地通过向左、右滑动就可以切换应用程序。只要往上一划，应用程序就关闭了。
webOS也支持多点触控，但是，在Pre拥有一个可滑出的键盘的同时，它并没有像其他大多数触摸屏智能手机一样包含虚拟键盘。

### Synergy
webOS拥有一个叫做Synergy的功能，可以从很多来源整合信息。webOS允许用户登录Gmail、Facebook和Microsoft Outlook（通过Exchange ActiveSync）的帐号。所有来源的联系人将显示在一个列表中。来自多个来源的日历可以显示在一起或单独查看。对于信息，Synergy整合了所有对话，集中到一个聊天式的窗口中。比如说，即时通信和短信将被显示在一起。

### 网页浏览器
webOS的网页浏览器基于WebKit，所以，页面可以像其他其他基于WebKit的浏览器（比如Safari、iPhone浏览器、谷歌浏览器、以及诺基亚S60的浏览器）一样显示。浏览器可以通过转动手机切换横向或者纵向显示。另外，2009年2月16日，Adobe宣布要为webOS开发一个Adobe Flash Player。

### 同步
Palm Pre使用云服务模式， 但不使用的桌面数据同步客户端。
Palm为需要与桌面软件（比如Palm Desktop、Microsoft Outlook、或者IBM Lotus Notes）进行同步的用户提出了多种解决方案。另外，Mark Space Software已经发布了针对苹果电脑的桌面同步软件，Chapura也已经发布了类似软件的Windows版。Palm已经提供了一个在线教程（英文）来帮助用户。

### 第三方应用程序
第三方可以开发原生地运行在webOS中的web应用程序。在发售时，“Palm App Catalog”已经拥有了18个应用程序。其中一个叫做“Classic”，是一个Palm OS模拟器，可以运行大量的Palm OS应用程序。